# Francisco Sierralta
Francisco Andrés Sierralta Carvallo, född 6 maj 1997, är en chilensk fotbollsspelare som spelar för Watford.

## Klubbkarriär
Den 9 september 2020 värvades Sierralta av Watford, där han skrev på ett treårskontrakt.

## Landslagskarriär
Sierralta debuterade för Chiles landslag den 8 juni 2018 i en 2–2-match mot Polen, där han blev inbytt i den 87:e minuten mot Paulo Díaz.